# German Fried Movie
 (février 2025).
Si vous disposez d'ouvrages ou d'articles de référence ou si vous connaissez des sites web de qualité traitant du thème abordé ici, merci de compléter l'article en donnant les références utiles à sa vérifiabilité et en les liant à la section « Notes et références ».
Pour plus de détails, voir Fiche technique et Distribution.
German Fried Movie est une comédie satirique allemande réalisée par Uwe Boll et Frank Lustig, sortie le 9 avril 1992. Inspiré par The Kentucky Fried Movie, le film se compose de sketches parodiant les médias, la télévision et divers aspects de la société.

## Synopsis
Le film propose une série de sketches humoristiques et absurdes qui satirisent les conventions médiatiques et cinématographiques, tout en explorant différents styles narratifs.

## Fiche technique
- Titre : German Fried Movie
- Réalisation : Uwe Boll et Frank Lustig
- Scénario : Uwe Boll et Frank Lustig
- Musique : Frank Svoboda
- Photographie : Markus Reimersdorf, Jörg Sander, Hans Wurst
- Production : Bolu Filmproduktion Und Verleih
- Genre : Comédie, Satire
- Durée : 88 minutes
- Pays d'origine :  Allemagne
- Sortie : 9 avril 1992

## Distribution
- Jo Betzing
- Nadeshda Brennicke
- Roland Jankowsky
- Jürg Löw